# Société forestière de l'Oued Oudina
 (juillet 2024).
La Société forestière de l’Oued-Oudina a exploité les foŕêts de chênes lièges acquis à partir de 1864 par le préfet Jean-Baptiste Nouvion et Henri Tessier,

## Histoire des forêts de chênes-lièges
De 1864 à 1884, le  préfet Jean-Baptiste Nouvion et Henri Tesssier firent l’acquisition de 2.425 hectares de forêt de chênes lièges situés à quelques kilomètres de Philippeville sur la presqu'île de Collo, non loin de la Forêt des Beni-Salah qui appartenait au baron Jules de Lesseps. 
La qualité du liège assura la fortune du préfet et d'Henri Tessier et permit à la Sociéte forestière de l'Oued Oudina de fournir en liège les caves de champagne de Louis Roederer et les grands magasins parisiens. 
La Société forestière de l'Oued Oudina obtint deux Médailles d'or aux Expositions universelles de Paris en 1889 et Bruxelles en 1910 ainsi qu'une médaille d'honneur à l'Exposition internationale du Nord de la France de 1911

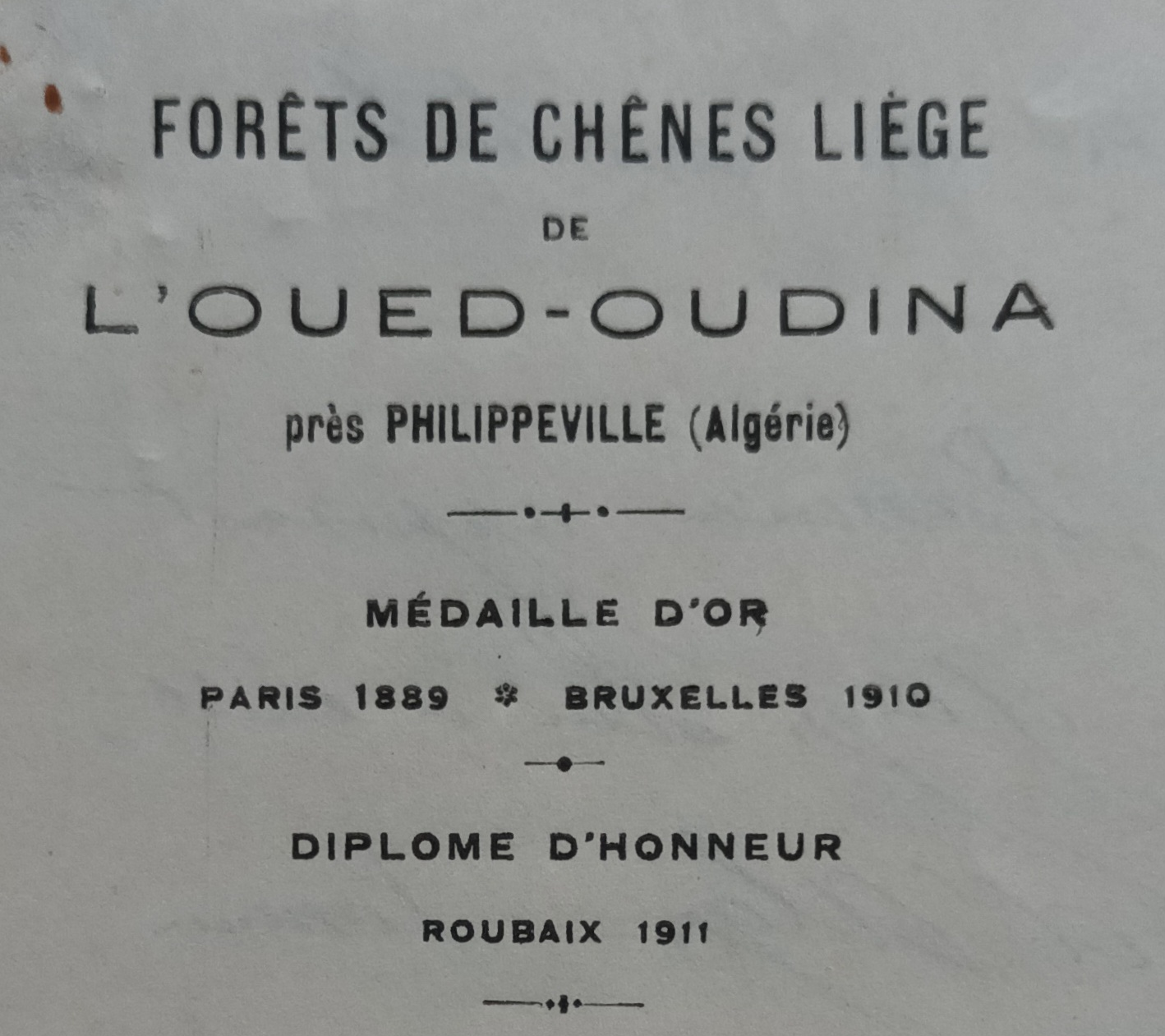
Médailles d'or aux Expositions universelles de Paris en 1889 et Bruxelles en 1910.

Le siège social de cette société familiale était situé 3, rue Leconte-de-Lisle à Paris.

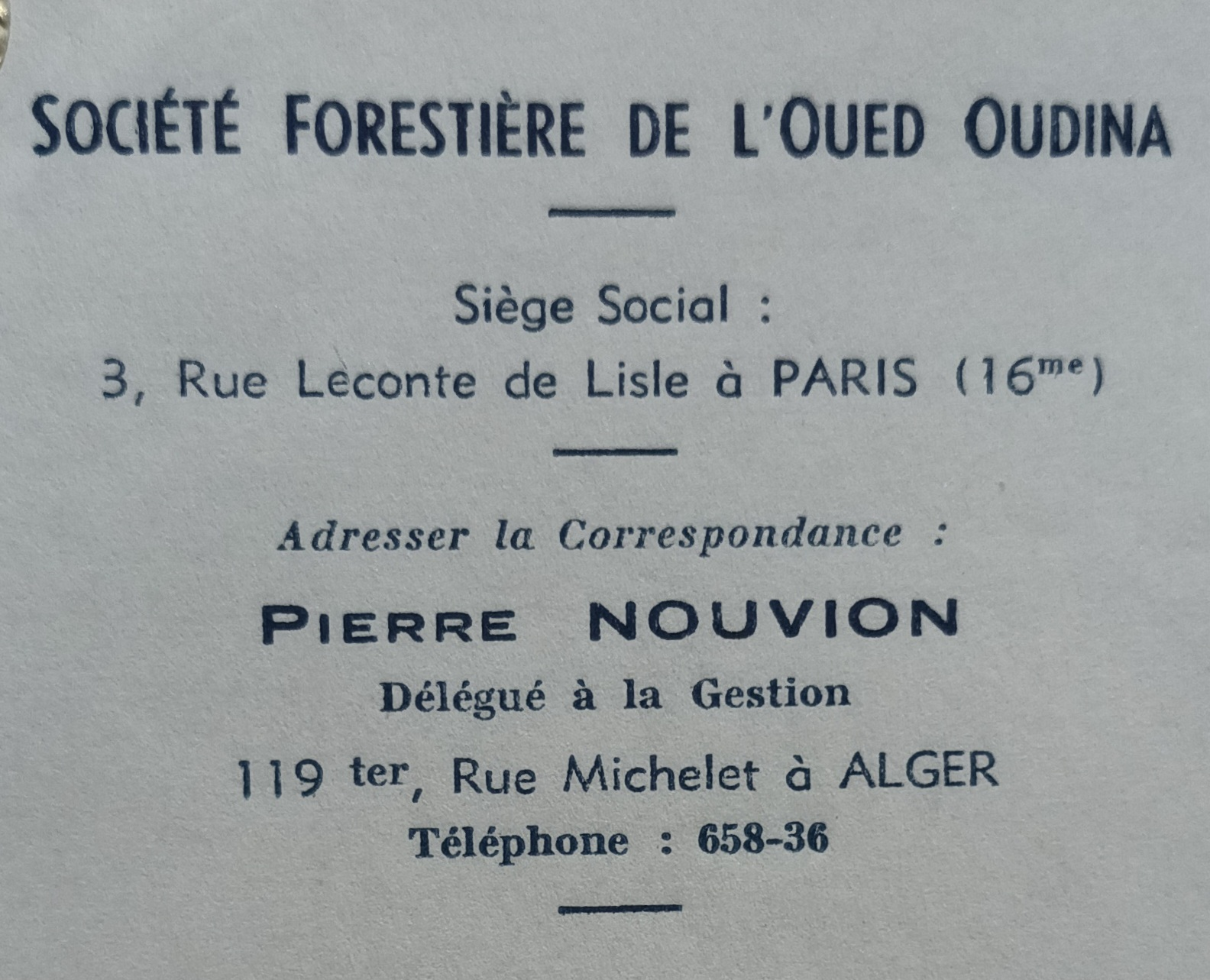